# یسرا ماردینی
یسرا ماردینی (عربی: يسرى مارديني; زاده ۵ مارس ۱۹۹۸) یک شناگر اهل سوریه است که در هامبورگ، آلمان زندگی می‌کند. او عضوی از تیم پناهندگان المپیک بود، که زیر پرچم المپیک در بازی‌های المپیک تابستانی ۲۰۱۶ (ROT) در ریو دو ژانیرو رقابت کرد. در تاریخ ۲۷ آوریل ۲۰۱۷، ماردینی به عنوان سفیر حسن نیت کمیساریای عالی سازمان ملل متحد برای پناهندگان منصوب شد. او همچنین با تیم پناهندگان المپیک (EOR) در بازی‌های المپیک تابستانی ۲۰۲۰ در توکیو رقابت کرد.

## اوایل زندگی
او در داریا، در حومه دمشق بزرگ شد. ماردینی با حمایت کمیته المپیک سوریه در رشته شنا تمرین کرد. در سال ۲۰۱۲، او نماینده سوریه در مسابقات جهانی شنا (۲۵ متر) ۲۰۱۲ در رویدادهای ۲۰۰ متر مختلط انفرادی، ۲۰۰ متر آزاد و ۴۰۰ متر آزاد بود.
خانه ماردینی در جنگ داخلی سوریه ویران شد. ماردینی و خواهرش سارا در اوت ۲۰۱۵ تصمیم گرفتند از سوریه فرار کنند. آنها به لبنان و سپس به ترکیه رسیدند و در آنجا ترتیبی دادند که با ۱۸ مهاجر دیگر از طریق قایق به یونان منتقل شوند، اگرچه قرار بود بیش از ۶ یا ۷ نفر از قایق استفاده کنند. بعد از اینکه موتور قایق از کار افتاد و قایق شروع به پر شدن از آب در دریای اژه کرد، یسرا، خواهرش سارا و دو نفر دیگر که قادر به شنا بودند، وارد آب سرد شدند و قایق را بیش از ۳ ساعت تا رسیدن گروه به لسبوس هل دادند. آنها سپس با پای پیاده از طریق اروپا به آلمان سفر کردند و در سپتامبر ۲۰۱۵ در برلین اقامت گزیدند.

## فعالیت حرفه‌ای
ماردینی در بدو ورود به آلمان، تمرینات خود را با مربی خود اسون اشپاننکریبس از باشگاه واسرفرونده اشپانداو ۰۴ در برلین، به امید راهیابی به المپیک ادامه داد. او تلاش کرد در ماده ۲۰۰ متر آزاد سهمیه کسب کند. در ژوئن ۲۰۱۶، ماردینی یکی از ۱۰ ورزشکار انتخاب شده برای تیم پناهندگان المپیک بود. ماردینی در ۱۰۰ متر آزاد و ۱۰۰ متر پروانه در بازی‌های المپیک تابستانی ۲۰۱۶ ریو شرکت کرد. ماردینی در المپیک ریو در مرحله مقدماتی ماده ۱۰۰ متر پروانه در برابر ۴ شناگر دیگر با زمان ۱:۰۹٫۲۱ به رتبه اول رسید و در کل از میان ۴۵ شرکت‌کننده در رتبه ۴۱ قرار گرفت.
توماس باخ، رئیس کمیته بین‌المللی المپیک، دربارهٔ ورزشکاران پناهنده گفت: «ما به آنها کمک می‌کنیم تا رؤیای برتری ورزشی خود را محقق کنند، حتی زمانی که مجبور به فرار از جنگ و خشونت هستند.»
از اکتبر ۲۰۱۷، ماردینی آخرین نفری است که به تیمی از ورزشکاران بین‌المللی اضافه شده‌است که نماینده برند ورزشی آندر آرمور است. کریس بیت، مدیر عامل آندر آرمور در اروپا، گفت: ما از تلاش و دستاوردهای او چه به عنوان یک فرد و چه به عنوان یک ورزشکار الهام گرفته‌ایم.
ماردینی در بازی‌های المپیک تابستانی ۲۰۲۰ توکیو شرکت کرد. او پرچم تیم پناهندگان المپیک را در مراسم رژه ورزشکاران در مراسم افتتاحیه حمل کرد. در ماده ۱۰۰ متر پروانه زنان، او در مقدماتی با زمان ۱:۰۶٫۷۸ در گروهش در برابر ۲ نفر دیگر در جایگاه سوم قرار گرفت و نتوانست به عنوان یکی از ۱۶ شناگر برتر به مرحله بعد راه پیدا کند.

## در رسانه‌ها
داستان ماردینی در مجموعه داستان کوتاه داستان‌های شب بخیر برای دختران شورشی نوشته النا فاویلی و فرانچسکا کاوالو روایت می‌شود. این داستان توسط جی‌ام کوپر به تصویر کشیده شده‌است و زمانی که داستان به صورت پادکست منتشر شد توسط روزنامه‌نگار و شناگر آمریکایی مسافت‌های طولانی، دایانا نایاد روایت شد. در ۳ می ۲۰۱۸، زندگینامه او با عنوان «پروانه: از پناهنده تا المپیک - داستان نجات، امید و پیروزی من» منتشر شد. قرار است استیون دالدری، تهیه‌کننده و کارگردان بریتانیایی، فیلمی دربارهٔ زندگی او بسازد. دکلان اورورک موسیقیدان ایرلندی آهنگ «المپین» را برای یادآوری داستان یسرا نوشت.
شرح زندگی او در فیلم swimmers به نمایش درآمده است.

## نگارخانه

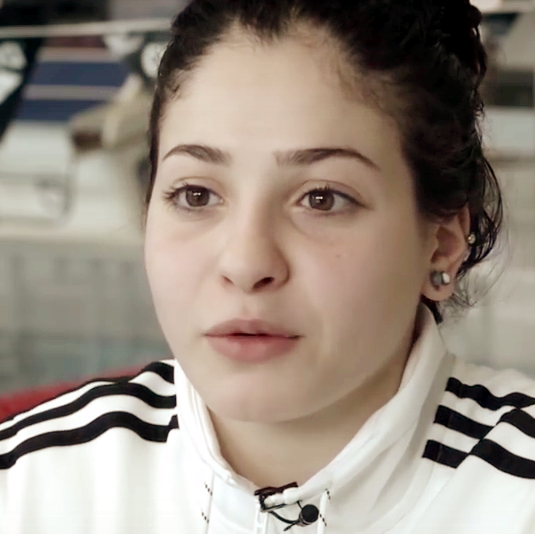
ماردینی در حال مصاحبه در مورد خود و تیم پناهندگان المپیک در سال ۲۰۱۶.
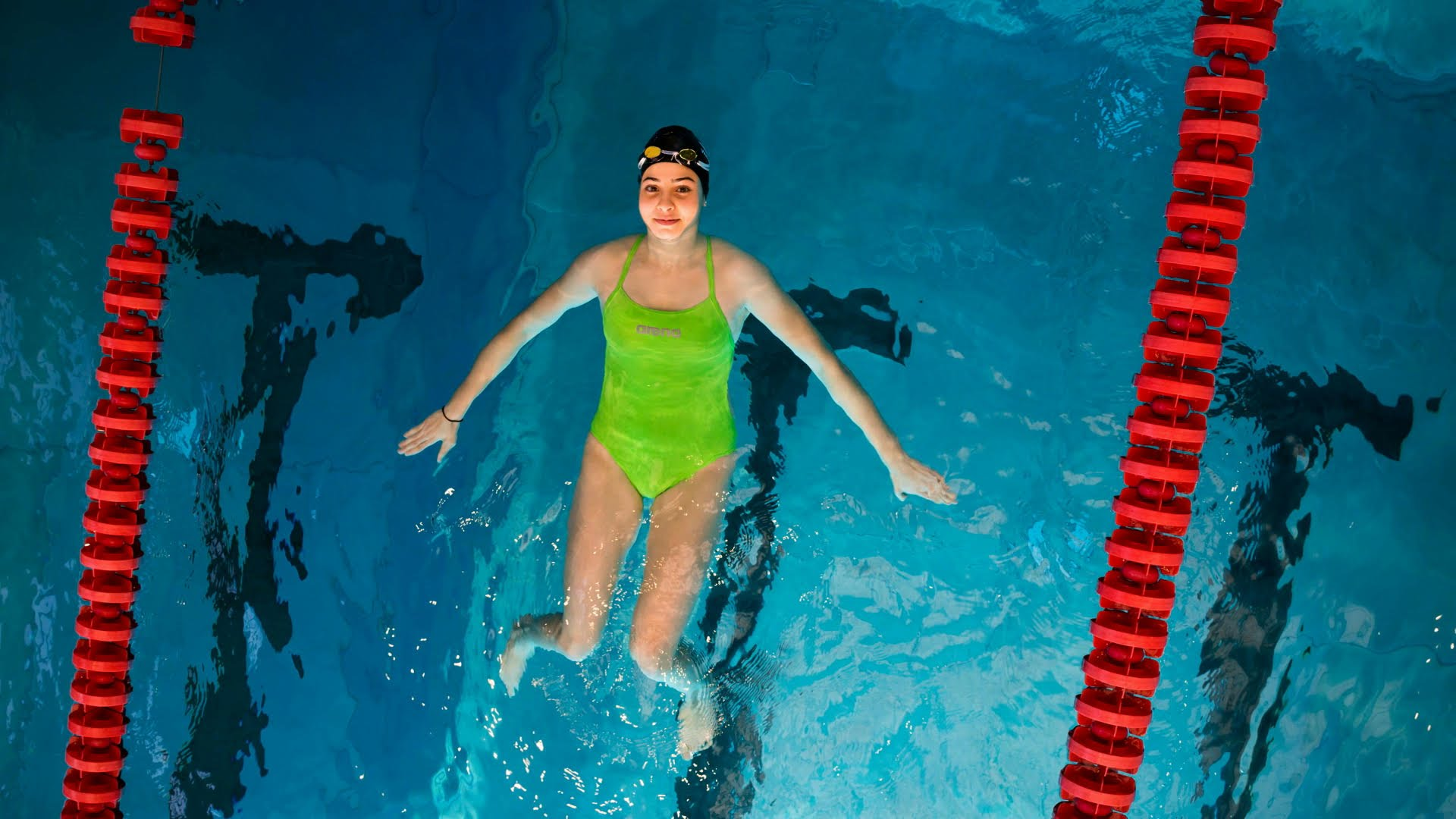
ماردینی در سال ۲۰۱۶